# ジョエル・サンタナ
ジョエル・サンタナ（Joel Natalino Santana、1948年12月25日 - ）は、ブラジル・リオデジャネイロ出身のサッカー選手・監督。現役時代のポジションはディフェンダー（DF）。2006年にはJリーグ・ベガルタ仙台の監督を務めた。

## 来歴
現役時代はヴァスコ・ダ・ガマなどでプレー、1980年まで現役を務めた。引退後はヴァスコ・ダ・ガマの下部組織の監督を皮切りにブラジル、サウジアラビアの多数のチームで監督を歴任した。
リオデジャネイロの4大チームであるフラメンゴ、フルミネンセ、ヴァスコ・ダ・ガマ、ボタフォゴの全てのチームをリオデジャネイロ州選手権優勝に導いたことのある唯一の監督である。2000年にはヴァスコ・ダ・ガマを率い、ブラジル全国選手権及び当時の南米のクラブカップであったメルコスール杯で優勝を果たした。
2006年、Jリーグ2部（当時）ベガルタ仙台の監督に就任。初めて日本のチームを指揮することに。3人のブラジル人選手を前線に置き、残り7人の日本人で守る攻守を完全に分業した戦術を用い、第2クールまでは上位をキープしていた。しかし、第3クール以降は前線のブラジル人3選手が徹底マークされるようになり、攻撃が手詰まりになった。この戦術でブラジルの4つのチームを優勝に導いた経歴から、サンタナはこの采配に大きな自信を持っており、以後も戦術や選手起用を全く変えなかった。その結果、なかなか勝ちきれない試合が多くなり、最終的には13チーム中5位。チームを4シーズンぶりのJ1復帰に導くことは出来ず、結局このシーズン限りで退任（事実上の解任）。1年で日本を去った。
2007年、古巣フラメンゴに監督として復帰後、翌2008年4月に南アフリカ代表監督に就任。2009年に地元で開催されたコンフェデレーションズ杯でチームを第4位に導いたものの、以降はこれも上記と同じ戦術で、9試合を戦い8敗と低迷し、10月19日に解任が発表された。
2012年、フラメンゴの監督に復帰。

## 所属クラブ
- CRヴァスコ・ダ・ガマ 1971-1972
- オラリアAC 1973-1974
- CRヴァスコ・ダ・ガマ 1974-1975
- アメリカFC (リオグランデ・ド・ノルテ州) 1976-1980

## 指導歴
- アル・ワスルFC 1981-1986
- CRヴァスコ・ダ・ガマ 1986-1987
- アル・ヒラル 1987-1990
- アメリカFC (リオデジャネイロ州) 1991
- アル・ナスル 1991
- CRヴァスコ・ダ・ガマ 1992-1993
- ECバイーア 1994
- フルミネンセFC 1995
- CRフラメンゴ 1996
- SCコリンチャンス・パウリスタ 1997
- ボタフォゴFR 1997-1998
- CRフラメンゴ 1998
- ECバイーア 1999-2000
- ボタフォゴFR 2000
- CRヴァスコ・ダ・ガマ 2000-2001
- コリチーバFC 2001-2002
- ECヴィトーリア 2002-2003
- フルミネンセFC 2003
- グアラニFC 2004
- SCインテルナシオナル 2004
- CRヴァスコ・ダ・ガマ 2004-2005
- ブラジリエンセFC 2005
- CRフラメンゴ 2005
- ベガルタ仙台 2006
- CRフラメンゴ 2007-2008
- 南アフリカ代表 2008-2009
- CRフラメンゴ 2012-2013
- ECバイーア 2013
- CRヴァスコ・ダ・ガマ 2014
- ボアヴィスタSC 2017
- ブラック・ゴールド・オイルFC 2017